# Дългоопашата бъбрица
Дългоопашатата бъбрица (Anthus novaeseelandiae) е вид птица от семейство Стърчиопашкови (Motacillidae).

## Разпространение
Видът е разпространен в Австралия, Нова Зеландия и Нова Гвинея.
Среща се и в България.

## Описание
Тя е стройна птица, имаща дължина от 16 до 19 cm, и тегло около 40 грама. Оперението е бледо кафяво с тъмно ивици от горната страна, а от долната е само бледо с ивици върху гърдите. Има дълга опашка и дълги крака.